# (16192) Laird
Pour les articles homonymes, voir Laird (homonymie).
(16192) Laird est un astéroïde de la ceinture principale.

## Description
(16192) Laird est un astéroïde de la ceinture principale. Il fut découvert le 4 janvier 2000 à Kitt Peak par le projet Spacewatch. Il présente une orbite caractérisée par un demi-grand axe de 2,31 UA, une excentricité de 0,23 et une inclinaison de 2,5° par rapport à l'écliptique.
Il est nommé d'après la physicienne canadienne Elizabeth Laird.

## Compléments